# Augustenborg
Augustenborg anhörenⓘ (deutsch Augustenburg; Sønderjysk bzw. Alsisk: Gosdenborre) ist eine Stadt in der Gemeinde Sønderborg, Region Syddanmark, Dänemark. Sie liegt auf der Insel Als (dt. Alsen). Am 1. Januar 2023 lebten in der Stadt 3160 Einwohner.
Bis zum 31. Dezember 2006 war Augustenborg eine eigenständige Kommune im damaligen Sønderjyllands Amt. Aufgrund einer Kommunalreform wurden verschiedene Kommunen in Dänemark sowie die Ämter zu den Regionen zusammengelegt.

## Geografie
Augustenborg liegt auf der Insel Alsen (Als) am Augustenborg Fjord, zwischen Sønderborg und Nordborg.
Die frühere Kommune Augustenborg hatte 6581 Einwohner (2005) und eine Fläche von 53,28 km².

## Friedhof

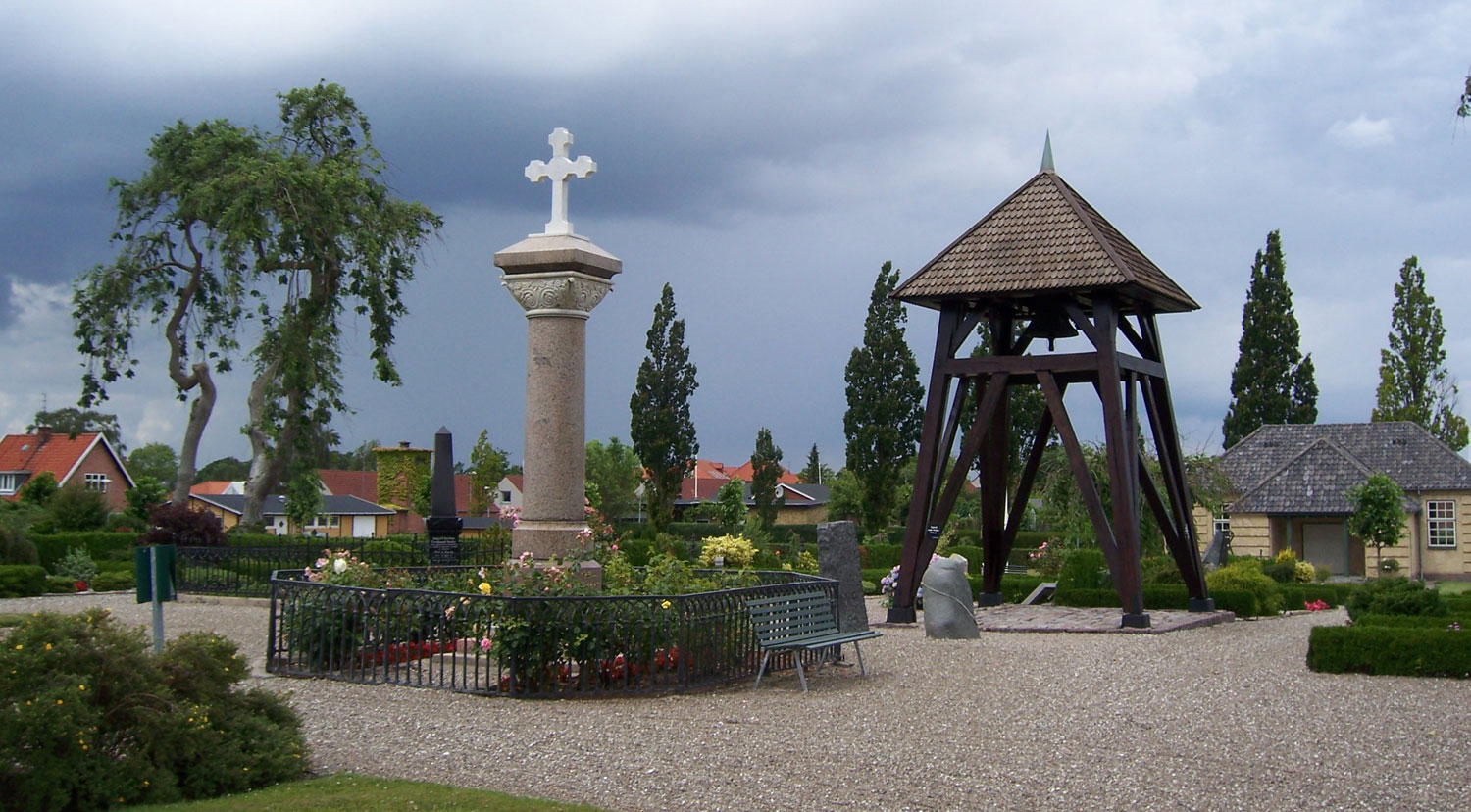
Ehrenmal für die Gefallenen des Krieges 1848–1850, Glockenturm von 1963 und Leichenhalle

Der Friedhof von Augustenborg wurde ursprünglich 1848 als Soldatenfriedhof angelegt, nachdem im Schloss – nach der Flucht der herzöglichen Familie – ein Lazarett für die dänischen Truppen eingerichtet worden war. Während des Schleswig-Holsteinischen Krieges, der für Dänemark 1851 endete, wurden hier insgesamt 241 Soldaten begraben und auch im Deutsch-Dänischen Krieg (1864) fanden wieder viele Soldaten – die genaue Zahl ist nicht bekannt – hier ihren letzten Ruheplatz. Nach dem Krieg mussten die Herzöge das Schloss aufgeben. 1866 fiel es an Preußen. Als letzte erhielten einige deutsche Gefallene aus dem Deutsch-Französischen Krieg (1870–1871) Militärbegräbnisse auf dem Augustenborger Friedhof.
Nach einer Erweiterung des Friedhofs 1869 wurde er auch von den Bewohnern Augustenborgs benutzt. Im Jahre 1932 wurde im Schloss ein psychiatrisches Krankenhaus eingerichtet, für dessen Patientengräber ein Teil des Friedhofes vorgesehen wurde.

## Sehenswürdigkeiten
1651 kaufte Herzog Ernst Günther, der zwar den Herzogstitel, aber kein eigenes Lehen besaß, vom dänischen König einige Gutshöfe auf Alsen. Die meisten ließ er abreißen, doch an der Stelle des schönsten im Dorf Stavensböl wurde ab 1661 das Schloss Augustenborg erbaut (Umbau 1770 bis 1776) und nach der Gattin Ernst Günthers, Auguste von Sonderburg-Glücksburg, benannt. Das Schloss war fortan bis 1852 der Hauptsitz der Herzogsfamilie von Augustenborg. Am Schloss finden sich Stuckarbeiten des Italieners Michelangelo Taddei.
Das Schloss ist nicht öffentlich zugänglich.

## Söhne und Töchter der Stadt
- Paul Christian Henrici (1816–1899), deutscher Jurist und Senatspräsident am Reichsgericht
- Richard Parkinson (1844–1909), deutscher Kolonist, Südseeforscher und Ethnologe
- Johannes Streich (1891–1977), deutscher Generalleutnant im Zweiten Weltkrieg
- Ernst Witt (1911–1991), deutscher Mathematiker
- Theodor Sorgenfrei (1915–1972), dänischer Geologe
- Jens Hakanowitz (* 1980), deutsch-dänischer Basketballspieler
- Bjørn Paulsen (* 1991), Fußballspieler